# Gypsophila persica
Gypsophila persica är en nejlikväxtart som beskrevs av Youssef Ibrahim Barkoudah. Gypsophila persica ingår i släktet slöjor, och familjen nejlikväxter. Inga underarter finns listade i Catalogue of Life.